# Bob-Weltcup 1988/89
Der Bob-Weltcup 1988/89 begann am 5. November 1988 im erzgebirgischen Altenberg und endete nach insgesamt sieben Weltcuprennen Anfang März 1989 im kanadischen Calgary. Der dritte Weltcup-Wettbewerb wurde in eine Zweierbob-Konkurrenz am  Königssee kurz vor Sylvester 1988 und einen Viererbob-Wettbewerb kurz nach Neujahr 1989 im österreichischen Igls aufgeteilt.
Neben der Bob-Europameisterschaft in Winterberg, die zugleich mit dem Weltcup ausgetragen wurde,  waren die Weltmeisterschaften im italienischen Cortina d’Ampezzo der Saisonhöhepunkt.
Gustav Weder war der überragende Bobpilot der Saison. Im Zweierbob wurde er mit Bremser Bruno Gerber Europameister und Weltcupsieger, bei der Weltmeisterschaft gewann er im kleinen Schlitten Silber. Im Viererbob wurde Weder Weltmeister und letztlich nur vom Österreicher Ingo Appelt in der Weltcupwertung geschlagen. In der Addition beider Weltcupwettbewerbe wurde Weder Gesamtsieger.

## Einzelergebnisse der Weltcupsaison 1988/89

### Weltcupkalender
| #  | Datum                              | Land        | Ort               | Wettkampfstätte                         | Anmerkungen     |
| -- | ---------------------------------- | ----------- | ----------------- | --------------------------------------- | --------------- |
| 1  | 5. November – 9. November 1988     | DDR         | Altenberg         | Rennschlitten- und Bobbahn Altenberg    |                 |
| 2  | 10. Dezember – 20. Dezember 1988   | Jugoslawien | Sarajevo          | Olympia Bob- und Rodelbahn Trebević     |                 |
| 3  | 27. Dezember – 30. Dezember 1988   | Deutschland | Königssee         | Kunsteisbahn Königssee                  | nur Zweierbob   |
| 3  | 31. Dezember 1988 – 4. Januar 1989 | Österreich  | Igls              | Olympia Eiskanal Igls                   | nur Viererbob   |
| 4  | 19. Januar – 29. Januar 1989       | Deutschland | Winterberg        | Veltins-Eisarena                        | gleichzeitig EM |
| WM | 31. Januar – 12. Februar 1989      | Italien     | Cortina d’Ampezzo | Pista olimpica Eugenio Monti            |                 |
| 5  | 14. Februar – 19. Februar 1990     | Italien     | Cervinia          | Bobbahn Breuil-Cervinia                 |                 |
| 6  | 22. Februar – 5. März 1989         | Kanada      | Calgary           | Calgary’s WinSport Bobsleigh/Luge Track |                 |

### Weltcupergebnisse
| 1. Weltcup in Altenberg, 5. November 1988 – 9. November 1988 | 1. Weltcup in Altenberg, 5. November 1988 – 9. November 1988 | 1. Weltcup in Altenberg, 5. November 1988 – 9. November 1988       | 1. Weltcup in Altenberg, 5. November 1988 – 9. November 1988   | 1. Weltcup in Altenberg, 5. November 1988 – 9. November 1988 |
| ------------------------------------------------------------ | ------------------------------------------------------------ | ------------------------------------------------------------------ | -------------------------------------------------------------- | ------------------------------------------------------------ |
| Disziplin                                                    | Erster Platz                                                 | Zweiter Platz                                                      | Dritter Platz                                                  |                                                              |
| Zweierbob                                                    | Wolfgang Hoppe Bogdan Musiol                                 | Dietmar Falkenberg Axel Jang                                       | Detlef Richter Mario Hoyer                                     |                                                              |
| Viererbob                                                    | DDRWolfgang Hoppe Bogdan Musiol Ingo Voge René Hannemann     | SchweizGustav Weder Bruno Gerber Curdin Morell Lorenz Schindelholz | ÖsterreichIngo Appelt Jürgen Mandl Gerhard Redl Harald Winkler |                                                              |

| 2. Weltcup in Sarajevo, 10. Dezember 1988 – 18. Dezember 1988 | 2. Weltcup in Sarajevo, 10. Dezember 1988 – 18. Dezember 1988 | 2. Weltcup in Sarajevo, 10. Dezember 1988 – 18. Dezember 1988  | 2. Weltcup in Sarajevo, 10. Dezember 1988 – 18. Dezember 1988   | 2. Weltcup in Sarajevo, 10. Dezember 1988 – 18. Dezember 1988 |
| ------------------------------------------------------------- | ------------------------------------------------------------- | -------------------------------------------------------------- | --------------------------------------------------------------- | ------------------------------------------------------------- |
| Disziplin                                                     | Erster Platz                                                  | Zweiter Platz                                                  | Dritter Platz                                                   |                                                               |
| Zweierbob                                                     | Gustav Weder Bruno Gerber                                     | Detlef Richter Mario Hoyer                                     | Nico Baracchi Donat Acklin                                      |                                                               |
| Viererbob                                                     | DDRHarald Czudaj Peter Förster Karsten Brannasch Tino Bonk    | DDRDetlef Richter Mario Hoyer Frank Bartholomäus Jens Wahrlich | DDRDietmar Falkenberg Axel Jang Alexander Szelig Dietmar Krause |                                                               |

| 3. Weltcup in Königssee, 27. Dezember 1988 – 30. Dezember 1988 | 3. Weltcup in Königssee, 27. Dezember 1988 – 30. Dezember 1988 | 3. Weltcup in Königssee, 27. Dezember 1988 – 30. Dezember 1988 | 3. Weltcup in Königssee, 27. Dezember 1988 – 30. Dezember 1988 | 3. Weltcup in Königssee, 27. Dezember 1988 – 30. Dezember 1988 |
| -------------------------------------------------------------- | -------------------------------------------------------------- | -------------------------------------------------------------- | -------------------------------------------------------------- | -------------------------------------------------------------- |
| Disziplin                                                      | Erster Platz                                                   | Zweiter Platz                                                  | Dritter Platz                                                  |                                                                |
| Zweierbob                                                      | Gustav Weder Bruno Gerber                                      | Wolfgang Hoppe Bogdan Musiol                                   | Rudi Lochner Markus Zimmermann                                 |                                                                |
| Viererbob                                                      | kein Wettbewerb                                                | kein Wettbewerb                                                | kein Wettbewerb                                                |                                                                |

| 3. Weltcup in Igls, 31. Dezember 1988 – 5. Januar 1989 | 3. Weltcup in Igls, 31. Dezember 1988 – 5. Januar 1989   | 3. Weltcup in Igls, 31. Dezember 1988 – 5. Januar 1989        | 3. Weltcup in Igls, 31. Dezember 1988 – 5. Januar 1989         | 3. Weltcup in Igls, 31. Dezember 1988 – 5. Januar 1989 |
| ------------------------------------------------------ | -------------------------------------------------------- | ------------------------------------------------------------- | -------------------------------------------------------------- | ------------------------------------------------------ |
| Disziplin                                              | Erster Platz                                             | Zweiter Platz                                                 | Dritter Platz                                                  |                                                        |
| Zweierbob                                              | kein Wettbewerb                                          | kein Wettbewerb                                               | kein Wettbewerb                                                |                                                        |
| Viererbob                                              | DDRWolfgang Hoppe Bodo Ferl Bogdan Musiol René Hannemann | ÖsterreichPeter Kienast Franz Siegl Thomas Schroll Kurt Teigl | ÖsterreichIngo Appelt Gerhard Redl Jürgen Mandl Harald Winkler |                                                        |

| Europameisterschaften und 4. Weltcup in Winterberg, 19. Januar 1989 – 29. Januar 1989 | Europameisterschaften und 4. Weltcup in Winterberg, 19. Januar 1989 – 29. Januar 1989 | Europameisterschaften und 4. Weltcup in Winterberg, 19. Januar 1989 – 29. Januar 1989 | Europameisterschaften und 4. Weltcup in Winterberg, 19. Januar 1989 – 29. Januar 1989 | Europameisterschaften und 4. Weltcup in Winterberg, 19. Januar 1989 – 29. Januar 1989 |
| ------------------------------------------------------------------------------------- | ------------------------------------------------------------------------------------- | ------------------------------------------------------------------------------------- | ------------------------------------------------------------------------------------- | ------------------------------------------------------------------------------------- |
| Disziplin                                                                             | Erster Platz                                                                          | Zweiter Platz                                                                         | Dritter Platz                                                                         |                                                                                       |
| Zweierbob                                                                             | Gustav Weder Bruno Gerber                                                             | Wolfgang Hoppe Bogdan Musiol                                                          | Rudi Lochner Markus Zimmermann                                                        |                                                                                       |
| Viererbob                                                                             | ÖsterreichIngo Appelt Harald Winkler Gerhard Redl Jürgen Mandl                        | DDRHarald Czudaj Karsten Brannasch Tino Bonk Peter Förster                            | ÖsterreichPeter Kienast Thomas Schroll Franz Siegl Kurt Teigl                         |                                                                                       |

| Weltmeisterschaften in Cortina d’Ampezzo, 31. Januar 1989 – 12. Februar 1989 | Weltmeisterschaften in Cortina d’Ampezzo, 31. Januar 1989 – 12. Februar 1989 | Weltmeisterschaften in Cortina d’Ampezzo, 31. Januar 1989 – 12. Februar 1989 | Weltmeisterschaften in Cortina d’Ampezzo, 31. Januar 1989 – 12. Februar 1989 | Weltmeisterschaften in Cortina d’Ampezzo, 31. Januar 1989 – 12. Februar 1989 |
| ---------------------------------------------------------------------------- | ---------------------------------------------------------------------------- | ---------------------------------------------------------------------------- | ---------------------------------------------------------------------------- | ---------------------------------------------------------------------------- |
| Disziplin                                                                    | Erster Platz                                                                 | Zweiter Platz                                                                | Dritter Platz                                                                |                                                                              |
| Zweierbob                                                                    | Wolfgang Hoppe Bogdan Musiol                                                 | Gustav Weder Bruno Gerber                                                    | Janis Kipurs Aldis Intlers                                                   |                                                                              |
| Viererbob                                                                    | SchweizGustav Weder Bruno Gerber Lorenz Schindelholz Curdin Morell           | SchweizNico Baracchi Christian Reich Donat Acklin René Mangold               | DDRWolfgang Hoppe Bodo Ferl Bogdan Musiol Ingo Voge                          |                                                                              |

| 5. Weltcup in Cervinia, 14. Februar 1989 – 19. Februar 1989 | 5. Weltcup in Cervinia, 14. Februar 1989 – 19. Februar 1989        | 5. Weltcup in Cervinia, 14. Februar 1989 – 19. Februar 1989    | 5. Weltcup in Cervinia, 14. Februar 1989 – 19. Februar 1989      | 5. Weltcup in Cervinia, 14. Februar 1989 – 19. Februar 1989 |
| ----------------------------------------------------------- | ------------------------------------------------------------------ | -------------------------------------------------------------- | ---------------------------------------------------------------- | ----------------------------------------------------------- |
| Disziplin                                                   | Erster Platz                                                       | Zweiter Platz                                                  | Dritter Platz                                                    |                                                             |
| Zweierbob                                                   | Gustav Weder Bruno Gerber                                          | Detlef Richter Mario Hoyer                                     | Nico Baracchi Donat Acklin                                       |                                                             |
| Viererbob                                                   | SchweizGustav Weder Bruno Gerber Lorenz Schindelholz Curdin Morell | ÖsterreichIngo Appelt Jürgen Mandl Gerhard Redl Harald Winkler | SchweizNico Baracchi Philipp Berger Donat Acklin Christian Reich |                                                             |

| 6. Weltcup in Calgary, 22. Februar 1989 – 5. März 1989 | 6. Weltcup in Calgary, 22. Februar 1989 – 5. März 1989         | 6. Weltcup in Calgary, 22. Februar 1989 – 5. März 1989             | 6. Weltcup in Calgary, 22. Februar 1989 – 5. März 1989         | 6. Weltcup in Calgary, 22. Februar 1989 – 5. März 1989 |
| ------------------------------------------------------ | -------------------------------------------------------------- | ------------------------------------------------------------------ | -------------------------------------------------------------- | ------------------------------------------------------ |
| Disziplin                                              | Erster Platz                                                   | Zweiter Platz                                                      | Dritter Platz                                                  |                                                        |
| Zweierbob                                              | Gustav Weder Bruno Gerber                                      | Nico Baracchi Donat Acklin                                         | Greg Haydenluck Paul Clatney                                   |                                                        |
| Viererbob                                              | ÖsterreichIngo Appelt Gerhard Redl Jürgen Mandl Harald Winkler | SchweizGustav Weder Bruno Gerber Lorenz Schindelholz Curdin Morell | SchweizNico Baracchi Christian Reich Donat Acklin René Mangold |                                                        |

## Weltcupstände

### Gesamtstand im Zweierbob der Männer
| Rang | Bobpilot        | Land                   | Punkte |
| ---- | --------------- | ---------------------- | ------ |
| 1.   | Gustav Weder    | Schweiz                | 150    |
| 2.   | Detlef Richter  | DDR                    | 136    |
| 3.   | Nico Baracchi   | Schweiz                | 135    |
| 4.   | Greg Haydenluck | Kanada                 | 109    |
| 5.   | Chris Lori      | Kanada                 | 96     |
| 5.   | Mark Tout       | Vereinigtes Königreich | 96     |
| 7.   | Roberto D'Amico | Italien                | 89     |
| 8.   | Wolfgang Hoppe  | DDR                    | 88     |
| 9.   | Nick Phipps     | Vereinigtes Königreich | 84     |
| 10.  | Ivo Ferriani    | Italien                | 81     |

### Gesamtstand im Viererbob der Männer
| Rang | Bobpilot       | Land       | Punkte |
| ---- | -------------- | ---------- | ------ |
| 1.   | Ingo Appelt    | Österreich | 143    |
| 2.   | Gustav Weder   | Schweiz    | 133    |
| 3.   | Peter Kienast  | Österreich | 131    |
| 4.   | Detlef Richter | DDR        | 119    |
| 5.   | Nico Baracchi  | Schweiz    | 104    |
| 6.   | Wolfgang Hoppe | DDR        | 086    |

### Gesamtstand in der Kombination der Männer
| Rang | Bobpilot        | Land       | Punkte |
| ---- | --------------- | ---------- | ------ |
| 1.   | Gustav Weder    | Schweiz    | 283    |
| 2.   | Detlef Richter  | DDR        | 255    |
| 3.   | Nico Baracchi   | Schweiz    | 239    |
| 4.   | Ingo Appelt     | Österreich | 216    |
| 5.   | Peter Kienast   | Österreich | 191    |
| 6.   | Greg Haydenluck | Kanada     | 175    |
| 7.   | Wolfgang Hoppe  | DDR        | 174    |